# 2022年彼得羅波利斯洪災

里约热内卢州彼得罗波利斯

2022年2月15日，巴西里約熱內盧州彼得罗波利斯发生洪災。彼得罗波利斯在三个小时内的降雨量達到25.8（10.2英寸）。这比當地一個月的总和还要多。 暴雨引發山体滑坡，沖毀了至少80間房屋，並造成231人死亡，5人失蹤。 彼得罗波利斯市長宣布當地進入緊急狀態，同時宣佈全市為死難者哀悼三天。 